# Photinia davidiana
Espèce
Photinia davidiana, le Photinia du père David, est une espèce de plantes à fleurs de la famille des Rosaceae. C’est un arbuste originaire d’Asie orientale (Chine, Vietnam, Sumatra, Bornéo) qui est cultivé comme arbuste ornemental.

## Étymologie et histoire de la nomenclature
Le nom de genre Photinia (créé par John Lindley en 1837) vient du grec φωτενος phôtenos « lumineux », en raison de l’éclat de son feuillage.
L’épithète spécifique davidiana a été donnée en hommage au missionnaire botaniste Armand David qui découvrit des centaines de nouvelles espèces végétales et animales de Chine. Le professeur du Muséum, Henri Milne Edwards, qui recevait ses caisses d’herbiers et d’animaux dira de lui « Nous avons trouvé dans le Père Armand David un correspondant non moins actif qu'éclairé. Il a fait au Musée plusieurs envois considérables et l'intérêt des objets qu'il nous adresse est rehaussé par les notes dont il les accompagne ».
Le père David lors de son séjour à Moupin (actuellement xian de Baoxing) au Thibet oriental découvrit un grand arbuste en juin 1869, dont les fleurs blanches deviennent des baies écarlates et dont les feuilles prennent des teintes rouges à l’automne.
À Paris, le botaniste Joseph Decaisne, en donne une description dans son Mémoire sur la Famille des Pomacées en 1874, sous le nom de Stranvaesia davidiana.
Le nom de genre Stranvaesia, créé en 1813 par John Lindley, est dédié à for Fox-Strangways, Comte d’Ilchester (1795–1865).
Ce genre assez semblable aux Photinia, comprend quelques espèces de Chine, de l’Himalaya et du nord de l’Inde, avec des panicules ou corymbes de fleurs blanches. Les botanistes ont noté l'apparente artificialité d'un caractère primaire utilisé pour différencier les deux genres, à savoir un endocarpe déhiscent chez Stranvaesia, indéhiscent chez Photinia. Les analyses phylogénétiques moléculaires (Guo W. et al. 2011) montrent que les espèces de Stranvaesia sont apparues dans la topologie cladistique de Photinia.
Le botaniste Jules Cardot, reprendra l’analyse de Decaisne, en 1919, en faisant passer l’espèce dans le genre Photinia et en s’appuyant sur les spécimens du Sichuan, de Henry, du Yunnan, du père Delavay  et de G. Forrest, avec des feuilles plus larges et brusquement acuminées.
Il n’y a pas de consensus des botanistes sur le statut de Stranvaesis.

## Description

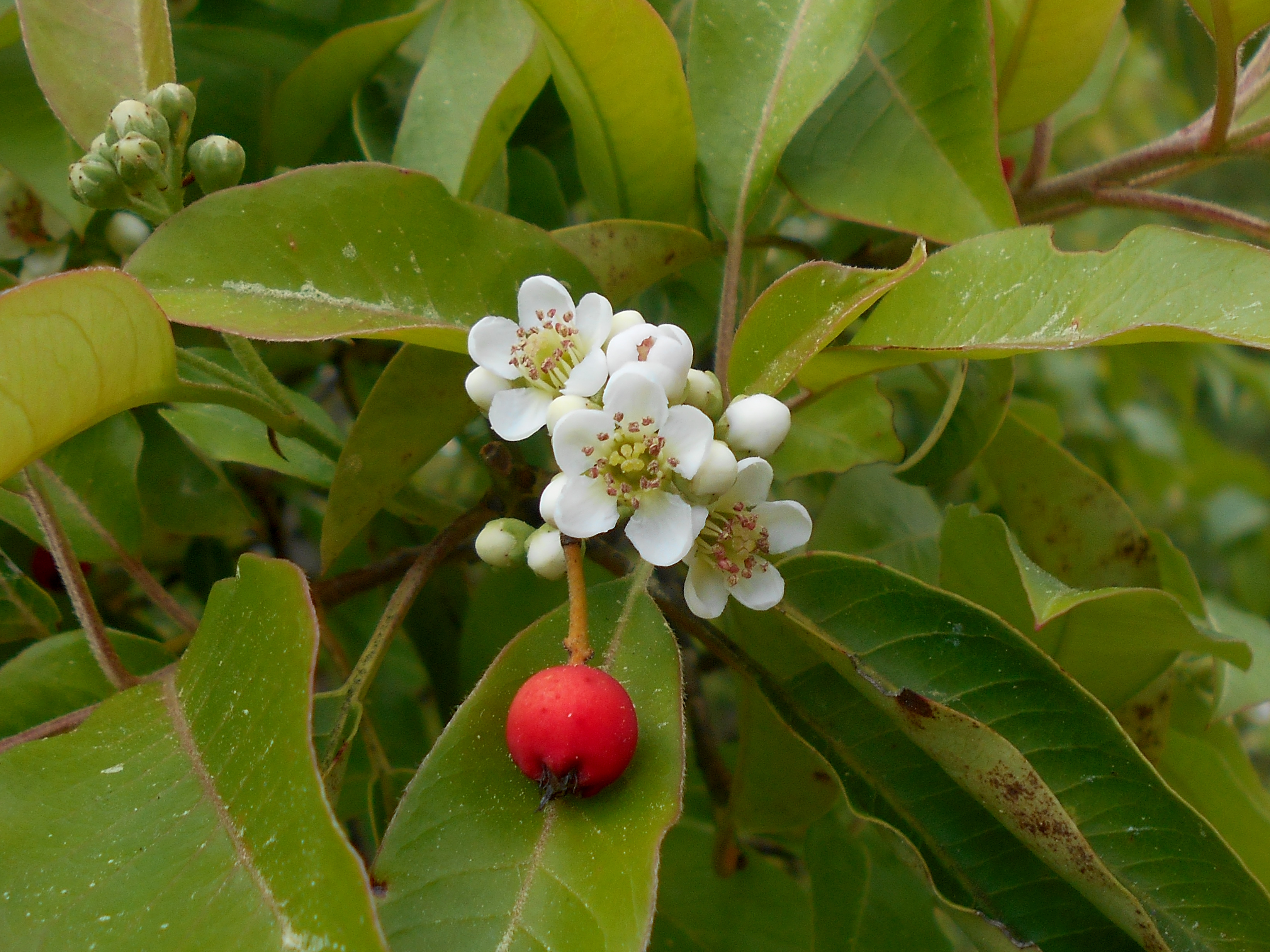
Fleurs et fruit de P. davidiana.

Photinia davidiana est un arbuste ou un petit arbre de 1 à 10 m de haut, densément ramifié, au feuillage persistant.
La feuille, portée par un pétiole de 1,2–2 cm, avec stipules caduques, subulées, comporte un limbe oblong, oblong-lancéolé ou lancéolé, de 5–12 cm de long sur 2–4,5 cm de large, les deux surfaces villeuses brun grisâtre le long de la nervure médiane, base cunéiforme à largement cunéiforme, marge entière ou ondulée, apex aigu ou brusquement pointu.
L’inflorescence est un corymbe terminal, portant des fleurs de 5–10 mm de diamètre, à hypanthe cupulaire, 5 sépales triangulaires ovales, de 2–3 mm, 5 pétales suborbiculaires, 20 étamines à anthère rouge violacé, 5 styles principalement connés.
Le fruit à pépins rouge orangé, est subglobuleux, 7–8 mm de diamètre.
La floraison a lieu en mai-juin.

## Distribution et habitat
D’après Kewscience : son aire de répartition naturelle s'étend du centre et du sud de la Chine au nord du Vietnam, à Taiwan, au nord de Sumatra et à Bornéo (Gunung Kinabalu).
Il croît sur les pentes et sommets des montagnes, les bords de routes, fourrés, vallées fluviales, ravines humides; de 900 à 3 000 m.

## Horticulture
L’espèce est cultivée en raison de ses fleurs blanches et de ses fruits rouges resplendissants. Ces arbustes persistants sont utilisés en haie mais aussi en isolé, dans un massif ou en bac.
Quelques variétés intéressantes :
- Photina davidiana ‘ Palette’, aux feuilles panachées de crème et de rose, et aux couleurs automnales flamboyantes.
- Photinia davidiana ‘Undulatus Compactus’, feuilles aux bords ondulés, qui reste compact
- Photinia davidiana ‘Fructu Luteo’, un Undulatus aux fruits jaune vif

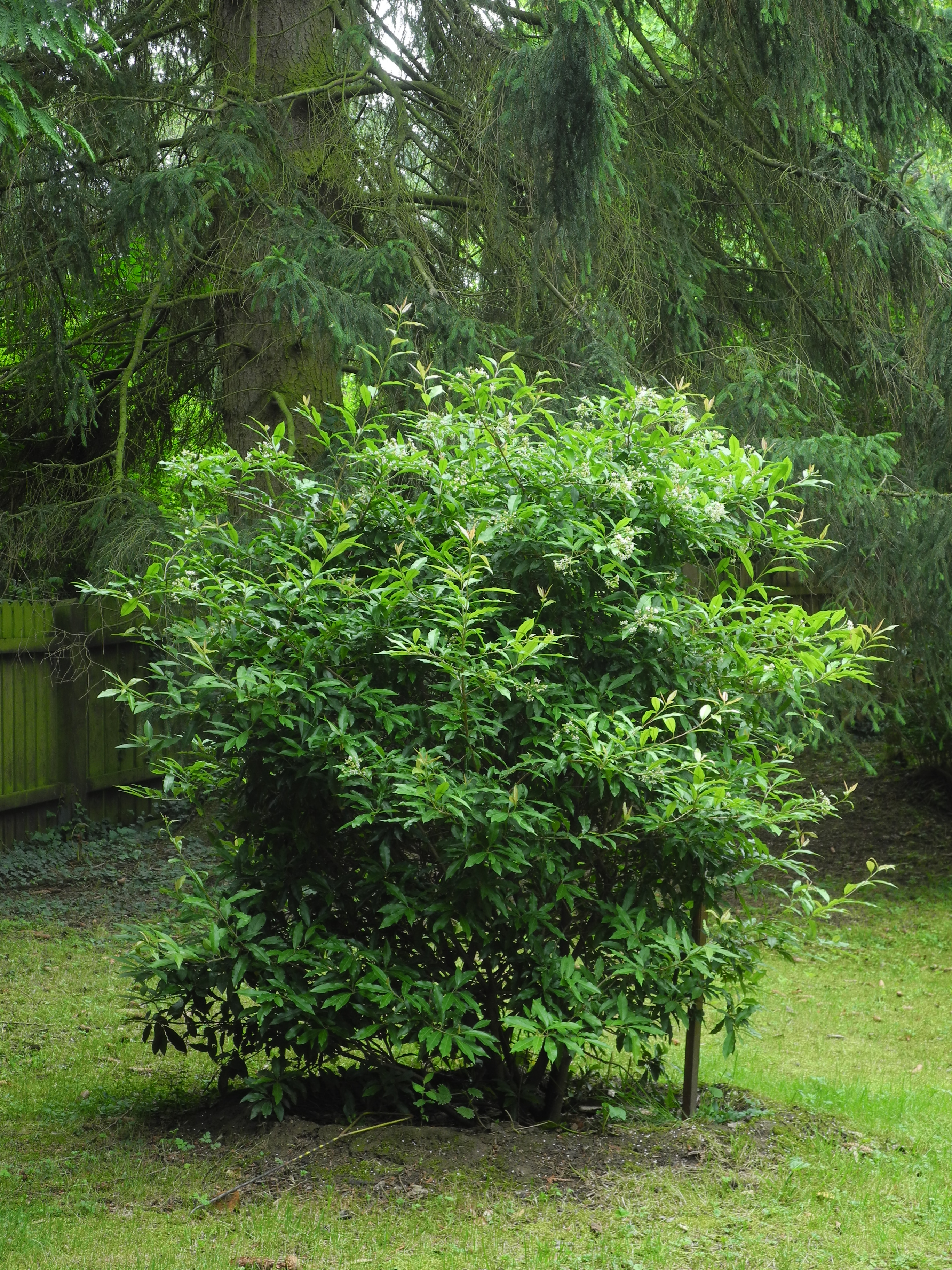
Arbuste P. davidiana.
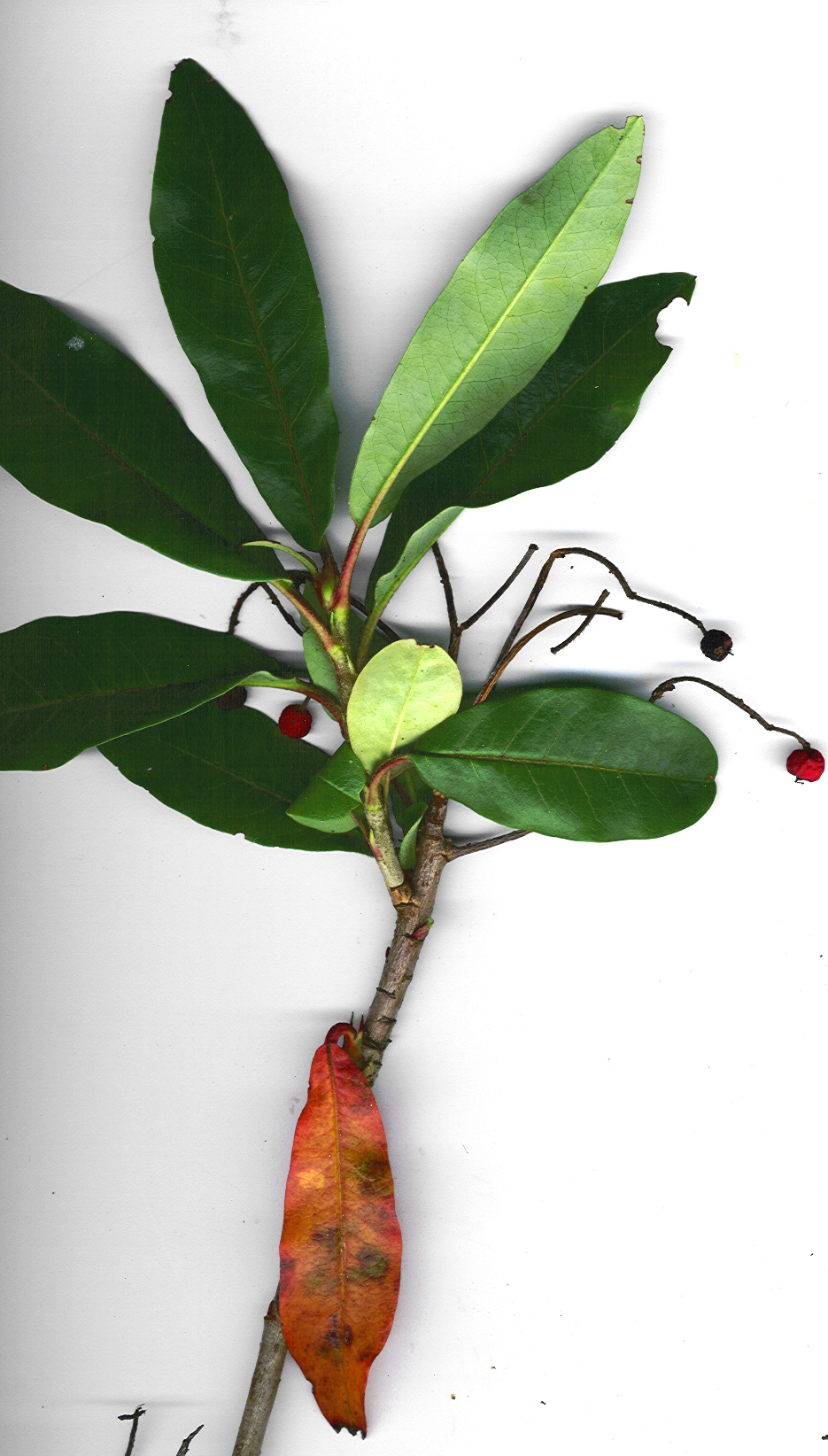
Feuille.
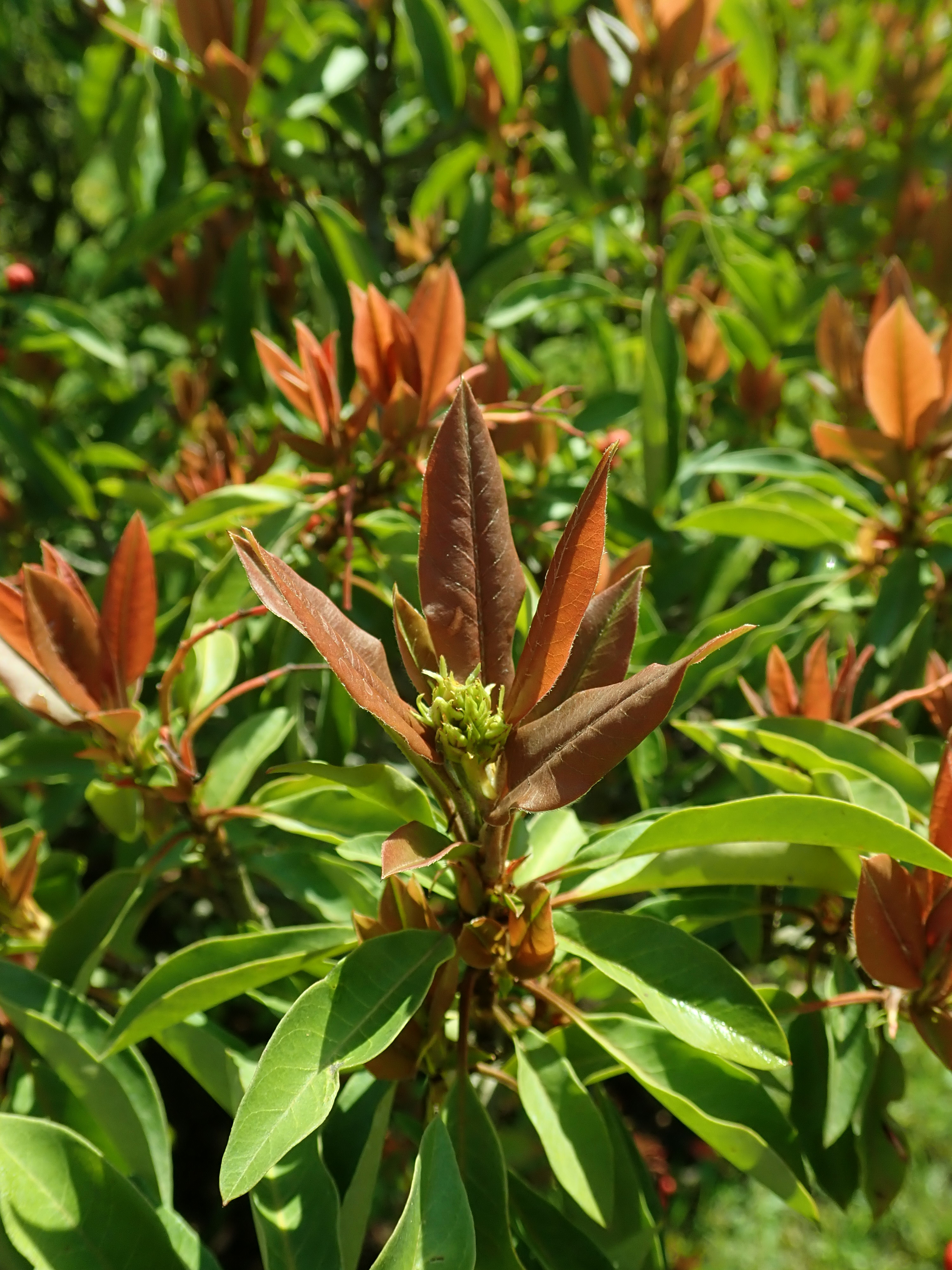
Jeunes feuilles bronzées.
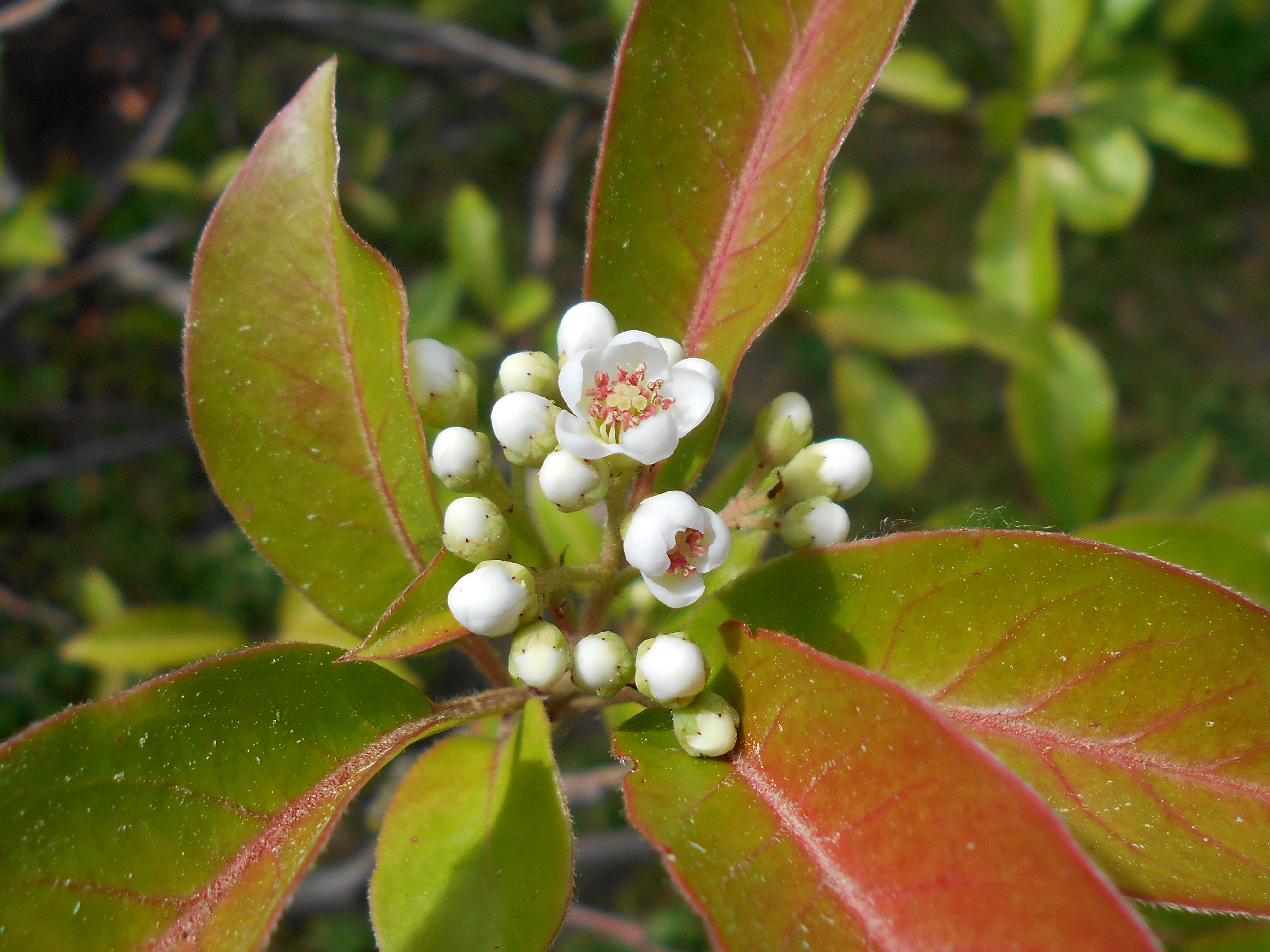
Fleurs.